# Río Fiumicello
El Fiumicello es un río en la península Italiana. Surge en San Marino, fluye hacia el este, entrando en Italia. Entre sus afluentes se encuentran el Marano. La distancia del río en el territorio de Faetano en los Molini dei Frati de Acquaviva es la longitud máxima del territorio de San Marino.